# Ядерный квадрупольный резонанс
Я́дерный квадрупо́льный резона́нс (ЯКР) — резонансное поглощение радиоволн, обусловленное квантовыми переходами ядер между энергетическими состояниями с различной ориентацией электрического квадрупольного момента ядра в связи с наличием градиентов электрического поля в кристаллах. В отличие от ядерного магнитного резонанса (ЯМР) чистый ЯКР может наблюдаться и в отсутствие внешнего магнитного поля. Используется для определения квадрупольных моментов ядер, симметрии и структуры кристаллов. ЯКР может возникать также при резонансном поглощении ультразвука, модулирующего ядерные квадрупольные взаимодействия, что позволяет исследовать ядерное квадрупольное спин-решёточное взаимодействие.
ЯКР — один из основных методов изучения динамической структуры кристаллов, так как подвижность атомов и дефекты кристаллической решётки влияют на частоту и форму линий ЯКР, а также на время ядерной квадрупольной спин-решёточной релаксации. ЯКР также предоставляет один из наиболее точных методов определения критической температуры фазовых переходов второго рода, так как характер изменений внутрикристаллических градиентов электрического поля очень чувствителен к параметру порядка, из-за чего на кривой зависимости частоты ЯКР от температуры при температуре перехода наблюдается излом, по характеру которого можно дополнительно определить температурную зависимость параметра порядка.